# Bayonetta
Bayonetta (ベヨネッタ?, Beyonetta) è un videogioco d'azione, Hack and slash del 2009, ideato da Hideki Kamiya autore della serie Devil May Cry, sviluppato da Platinum Games, distribuito da SEGA per PlayStation 3, Xbox 360, per PC dal 2017 attraverso la piattaforma Steam.
Dal 2014 pubblicato da Nintendo per Wii U e Nintendo Switch dal 2018.

## Trama
Bayonetta è l'ultima discendente rimasta dell'antico clan delle Streghe di Umbra, che non ha ricordo della propria giovinezza; liberata da una bara sul fondo di un lago, si ritrova subito catapultata nel millenario scontro tra angeli e demòni, in cui la parte dei cattivi sembra ricoperta dai primi. Nel tentativo di recuperare la memoria, Bayonetta si mette così sulle tracce di una gemma, conosciuta come l'Occhio destro, appartenente ad un set chiamato gli Occhi del Mondo.
La sua ricerca la conduce a Vigrid, una città sulle coste francesi dalle forti tendenze religiose. Facendosi strada tra schiere di angeli, Bayonetta incontra individui legati al suo passato, come Luka Redgrave, un giornalista d'assalto che ritiene Bayonetta responsabile per la morte del padre poco dopo averla liberata dalla sua bara, la strega di Umbra Jeanne, e una bambina di nome Cereza, che chiama Bayonetta "mamma". Combattendo orde di angeli, Bayonetta scopre la verità su se stessa, sulle streghe di Umbra e sui Saggi di Lumen, rispettivamente detentori dei poteri di oscurità e luce.
Inoltre, scopre che essere nata dal rapporto proibito tra una strega e uno degli ultimi rimasti dei Saggi di Lumen, Padre Balder, l'orchestratore di tutto; Bayonetta scopre, così, di essere un elemento chiave nel piano di Balder per la resurrezione della Creatrice, Jubileus, che è la portatrice dell'Occhio sinistro, e che Cereza è, in realtà, la stessa Bayonetta da bambina, rapita dal suo tempo per far sì che l'occhio si risvegli.
Con l'aiuto di Jeanne, sopravvissuta alla battaglia finale con Bayonetta, le due streghe riescono a sconfiggere Jubileus, con solo metà del suo reale potere. Alcuni mesi dopo, anche se credute morte da tutti, Bayonetta e Jeanne sono entrambe sopravvissute e continuano la loro lotta contro gli angeli. Bayonetta prende poi del rosmarino portato da Luka che, secondo lei, è adatto a quel momento, in quanto (come detto da Luka a metà del gioco) è l'aroma della memoria; il gioco termina con le parole di Bayonetta "E ora facciamo un po' di casino ragazzi!".

## Modalità di gioco
Bayonetta è un videogioco d'azione 3D dove il sistema di combattimento si rivela simile a quello presentato in Devil May Cry. Il giocatore controlla la strega Bayonetta facendo utilizzo di attacchi a corta e lunga gittata, eseguendo svariate combo complesse corpo a corpo oppure con le numerose armi a sua disposizione, eliminando così i nemici dalle sembianze angeliche mentre percorre il livello. L'uso reiterato di determinate sequenze di colpi permetterà alla protagonista di eseguire delle evocazioni, rese possibili dai suoi capelli fluttuanti che abbandoneranno la pelle della protagonista per formare un portale magico che servirà ad invocare draghi, pugni giganti e tacchi a spillo, che si riveleranno degli attacchi devastanti contro i nemici. Al termine di alcuni scontri comparirà sullo schermo una combinazione di tasti da eseguire in rapida successione; completata la sequenza nella maniera corretta si attiveranno delle cruente mosse finali, che impiegheranno degli strumenti di tortura come delle ghigliottine o delle vergini di Norimberga.

## Sviluppo
Hideki Kamiya, insoddisfatto della direzione intrapresa dal franchise da lui creato Devil May Cry, non potendo più lavorarci sopra decide di fare un titolo analogo che ne rappresenti la naturale evoluzione e annuncia così la lavorazione di Bayonetta.
L'8 ottobre 2009 è stata resa disponibile una demo sul PlayStation Network e sul MarketPlace di Xbox Live giapponese.
Il 3 dicembre 2009, invece, è stata resa disponibile la demo sia sul PlayStation Network che su Xbox Live Marketplace americani ed europei.

## Sequel
Il 13 settembre 2012 è stato annunciato il sequel Bayonetta 2 in esclusiva per Wii U. Nel gennaio 2013 è stato pubblicato un trailer raffigurante lo staff Platinum Games al lavoro. All'E3 2013 è stato mostrato il primo action trailer. Il gioco è uscito nell'ottobre 2014 e nella confezione è stato incluso un disco contenente il primo capitolo rimasterizzato, mentre in America è stato reso disponibile sotto forma di contenuto scaricabile gratuito.

## Accoglienza
La rivista Play Generation lo classificò come il quinto migliore titolo d'azione del 2010. La stessa testata lo considerò uno dei quattro migliori titoli con una strega per protagonista e uno dei quattro migliori giochi ambientati all'Inferno.

## Edizioni
Bayonetta & Vanquish 10th Anniversary Bundle: A dieci anni dal debutto originale, Bayonetta e Vanquish, ritornano in edizione rimasterizzata su PlayStation 4 e Xbox One, con variante Steelbook, disponibile dal 8 febbraio 2020, e per Steam dal 25 giugno 2020.
SEGA Halloween Bundle: Edizione per Steam che include anche questo gioco e vari titoli Alien di Sega, disponibile per un periodo limitato dal 28 ottobre 2019.
Bayonetta Climax Edition with Scarborough Fair Replica model: Edizione disponibile in esclusiva per PS3 e XBOX 360 nel 2009 solo tramite Pre-order in Australia e in pochi territori Europei, contenente la replica di una delle pistole “Scarborough Fair” usate da Bayonetta, un Art book di 36 pagine, un CD con soundtrack del gioco e una copia del gioco. La Replica ha una sua scatola separatamente dalla Climax Edition. Solo 1000-1500 copie sono state prodotte. 
(nel Regno Unito era disponibile per il Pre-order solo la replica della pistola senza il suo box e senza la Climax Edition)